# Bjala čerkva
Bjala čerkva (em búlgaro:  Бяла черква) é uma cidade da Bulgária, localizada no distrito de Veliko Tarnovo. A sua população era de 2 612 habitantes segundo o censo de 2010.

## População
| Bjala čerkva | Bjala čerkva | Bjala čerkva | Bjala čerkva | Bjala čerkva | Bjala čerkva | Bjala čerkva | Bjala čerkva | Bjala čerkva | Bjala čerkva | Bjala čerkva | Bjala čerkva | Bjala čerkva | Bjala čerkva | Bjala čerkva | Bjala čerkva | Bjala čerkva | Bjala čerkva | Bjala čerkva | Bjala čerkva |
| --- | ------------ | ------------ | ------------ | ------------ | ------------ | ------------ | ------------ | ------------ | ------------ | ------------ | ------------ | ------------ | ------------ | ------------ | ------------ | ------------ | ------------ | ------------ | ------------ |
| Ano | 1887         | 1910         | 1934         | 1946         | 1956         | 1965         | 1975         | 1985         | 1992         | 2001         | 2002         | 2003         | 2004         | 2005         | 2006         | 2007         | 2008         | 2009         | 2010         |
| População |              |              |              | …            | …            | …            | …            | 3 471        | 3 266        | 2 869        | 2 850        | 2 852        | 2 810        | 2 781        | 2 735        | 2 708        | 2 681        | 2 631        | 2 612        |
| Fontes: Instituto Nacional de Estatísticas, „citypopulation.de“, „pop-stat.mashke.org“, Bulgarian Academy of Sciences |              |              |              |              |              |              |              |              |              |              |              |              |              |              |              |              |              |              |              |